# Она је жива
Она је жива је српски филм из 2016. године, дебитантско остварење редитеља и сценаристе Страхиње Млађеновића.
Филм је своју премијеру имао на Фестивалу филмског сценарија у Врњачкој Бањи 14. августа 2016. године.

## Радња
На једном крају дворишта живи самохрана мајка (45) коју је муж оставио саму са двоје деце, а на другом жена (30) са мужем (50), пензионисаним геологом који је доживео тежак шлог, након чега је на ивици живота и смрти. Ове две жене покушавају на различите начине да се изборе са својом усамљеношћу. Мајка очајнички покушава да нађе другог мушкарца и постаје зависна од латиноамеричких сапуница, а жена покушава да убије сваку чулност која је остала у њој и умире заједно са њеним мужем. Мајчино понашање према деци постаје патолошко, она жели да дечак (8) замени свог оца и мрзи његову сестру (23) и њену бебу, јер је њих отац такође напустио. Муж, свестан чињенице да је читав живот посветио истраживању унутрашњости пећина и тако запоставио жену, покушава да је убеди да настави са животом без њега и да јој каже колико му је жао. Али прекасно је, болест му је скоро одузела моћ говора. Млади људи око њих пуни су чулности и живота, за жену они су препрека, а за мајку прилика, водећи до једине истине-да ерос превазилази смрт.

## Улоге
| Сузана Вуковић    | Мајка |
| Миња Пековић      | Жена  |
| Золтан Плетл      | Муж   |
| Милош Лазић       |       |
| Душан Вукашиновић |       |
| Нина Рукавина     |       |
| Кристина Јевтовић |       |
| Павле Мазалица    |       |
| Јана Савић        |       |